# Macisto
Macisto (en griego, Μάκιστος) es el nombre de una antigua ciudad griega de Élide.
Se trata de una de las seis ciudades fundadas por los minias en el territorio de los paroreatas y los caucones.
Pausanias comenta que en época del rey Pirro de Pisátide, hacia el año 575 a. C., las ciudades de Pisa, Macisto, Escilunte y Dispontio se rebelaron contra los eleos por causa de la organización de los Juegos Olímpicos. Los de Pisa y sus aliados fueron derrotados por los eleos y sus ciudades fueron destruidas.
Heródoto comenta que, en su tiempo, la mayoría de las ciudades fundadas por los minias fueron asoladas por los eleos. Se supone que esto pudo ocurrir en torno al año 460 a. C., tras la Tercera Guerra Mesenia.
Es citada también por Jenofonte en el marco de la guerra contra Élide de los espartanos dirigidos por Agis II hacia el año 399 a. C.
Según Artemidoro, estaba deshabitada desde el siglo II a. C.
Estrabón la ubica en la región de Trifilia y dice que también tenía el nombre de Platanistunte. Además, llama Macistia a su territorio e indica que llegó a extenderse más allá del río Neda. Existe controversia sobre su ubicación exacta e incluso se ha sugerido que podría haber sido la misma ciudad que Sámico.